# 발모벽
발모벽(拔毛癖, Trichotillomania, TTM, hair pulling disorder)은 장기간 자신의 털을 뽑는 충동 조절 장애의 하나이다. 털뽑기증, 발모광(拔毛狂)이라고도 한다. 이것은 탈모가 보일 수 있는 수준까지 발생한다.
이 질병은 가족력이 있을 수 있다. 강박 장애가 있는 사람들에게 더 흔히 발생한다.
치료는 보통 인지 행동 치료를 통해 이루어진다. 클로미프라민 투약을 하는 것 또한 도움이 될 수 있다. 사람들 가운데 1~4 퍼센트에 영향을 미치는 것으로 추산된다. 발모벽은 어린 시절부터 시작하는 것이 보통이다. 여성이 남성 보다 영향을 더 흔히 받는다.
DSM-5에서 강박장애의 관련장애로 분류되었다.

## 같이 보기
- 자해